# Фам Мінь Тінь
Фам Мінь Тінь (в'єт. Phạm Minh Chính) (10 грудня 1958 , Hậu Lộcd ) — в'єтнамський політичний і державний діяч, Прем'єр-міністр Соціалістичної Республіки В'єтнам з 5 квітня 2021
. 
Кандидатуру Фам Мінь Тіня підтримали 96,25% депутатів.

## Біографія

### Ранні роки
Фам Мінь Тінь народився 10 грудня 1958 року у багатодітній родині, яка проживала в провінції Тханьхоа (Північний В'єтнам). 
В 1984 році закінчив Будівельний університет у Бухаресті (Румунія) за фахом інженер-будівельник. 
Згодом у 2000 році здобув докторський ступінь з юриспруденції.

### Партійна та державна діяльність
Після закінчення університету в 1984 році повернувся до В'єтнаму, де працював науковим співробітником департаменту науки, економіки та технологій Міністерства внутрішніх справ. 
В 1986 вступив до лав Комуністичної партії В'єтнаму. 
В 1989 був переведений на посаду першого секретаря в посольстві Соціалістичної Республіки В'єтнам у Румунії.
Після повернення до В'єтнаму з 1996 року працював у Міністерстві громадської безпеки, де обіймав низку посад, у тому числі заступника директора департаменту економічної та науково-технічної розвідки та директора департаменту.
В 2000-х роках викладав у Академії народної безпеки при Міністерстві громадської безпеки. 
З лютого до серпня 2010 р. був директором головного управління логістики та технологій Міністерства громадської безпеки. 
З серпня 2010 до листопада 2011 року обіймав посаду заступника міністра громадської безпеки.
У січні 2011 став членом Центрального комітету Комуністичної партії В'єтнаму (ЦК КПВ). 
В 2011-2015 роках був секретарем партійного комітету КПВ у північній провінції Куангнінь. 
Після цього призначено заступником начальника оргвідділу ЦК КПВ. 
З 2016 року є членом Політбюро ЦК КПВ (переобраний у 2021 році). 
З цього року входить до складу секретаріату ЦК КПВ.
У квітні 2021 року Національні збори обрали Фам Мінь Тіня на посаду прем'єр-міністра. 